# 게이 (단어)

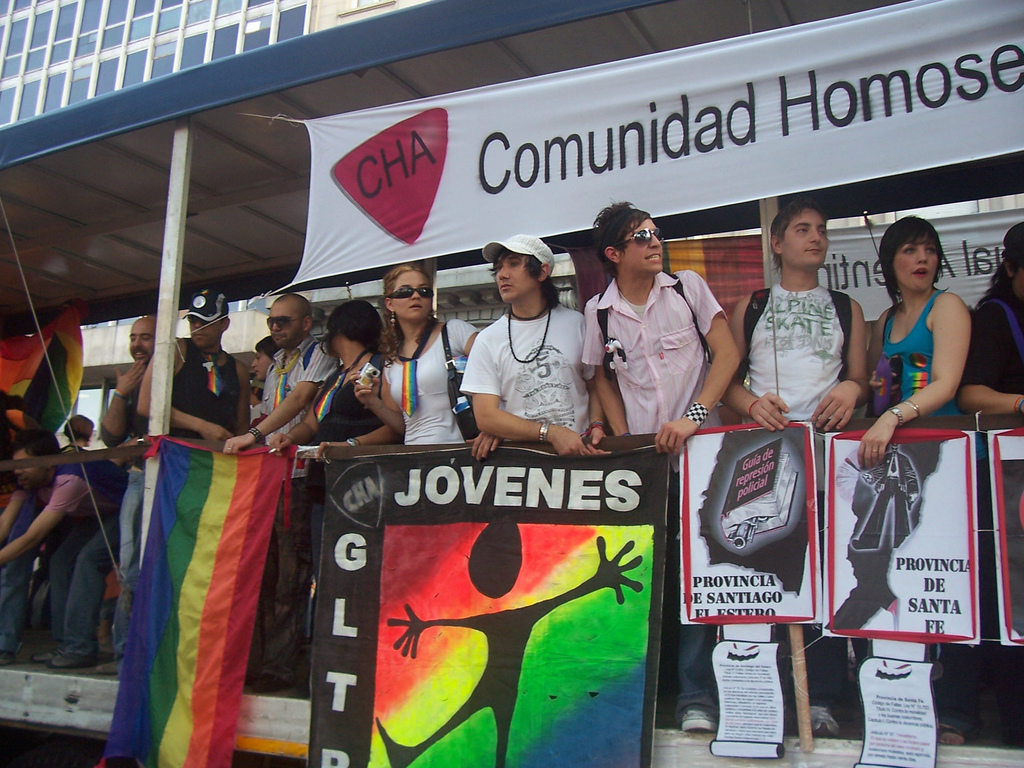
아르헨티나의 게이 커뮤니티

게이(영어: Gay)는 동성애자를 지칭하는 단어이며 일반적으로는 남성 동성애자를 의미한다. 또한 본래는 쾌활하다, 즐겁다라는 의미를 지닌 단어이나 1960년대 후반에 미국의 동성애자 사회에서 자신들의 정체성을 긍정하기 위해 사용하면서 널리 퍼졌다. 본래는 남성, 여성 동성애자 모두를 지칭하는 단어였으나 현재는 주로 남성 동성애자를 지칭하는 단어가 되었다.

## 같이 보기
- 일탈
- 게이
- 성정체성
- 증오언설
- 이성애 규범성
- 이성애적 성차별
- 낙인 이론
- 신화 속 성소수자
- 사회 낙인
- 남성과 성교하는 남성